# Sari (Verwaltungsbezirk)
Sari (persisch شهرستان ساری) ist ein Schahrestan in der iranischen Provinz Mazandaran. Er enthält die Stadt Sari, welche die Hauptstadt des Verwaltungsbezirks ist. Der Verwaltungsbezirk liegt am Kaspischen Meer.

## Kreise
Der Verwaltungsbezirk gliedert sich in folgende Kreise:
- Zentral (بخش مرکزی)
- Chahardangheh (بخش چهاردانگه)
- Dodangheh (بخش دودانگه)
- Kolidschan Rostaq (بخش کلیجان رستاق)

## Demografie
Bei der Volkszählung 2016 betrug die Einwohnerzahl des Schahrestan 504.298. Die Alphabetisierung lag bei 91 Prozent der Bevölkerung. Knapp 62 Prozent der Bevölkerung lebten in urbanen Regionen.
| Zensusjahr | Einwohnerzahl |
| ---------- | ------------- |
| 2011       | 478.370       |
| 2016       | 504.298       |